# Skjern Håndbold
O Skjern Håndbold é um clube de handebol sediado em Skjern, Dinamarca. Atualmente compete na Campeonato Dinamarquês de Handebol Masculino.